# Dis-moi qui est la plus belle
Dis-moi qui est la plus belle est une émission de télévision béninoise de téléréalité.  Son objectif est de mettre en valeur la beauté de la femme africaine.

## Histoire
L'émission a été diffusée pour la première fois le 2 décembre 2017.

## Description
Les principes de l'émission sont beaucoup plus centrés sur des valeurs sociales que physiques. Ainsi, les critères évalués sur les participantes de l'émission vont du savoir-faire au savoir-vivre, en passant par la capacité à tenir un foyer, entre autres.
La particularité de l'émission est qu'elle met en valeur des critères de beauté qui sont ancrés dans la plupart des traditions africaines.

### Saisons
- La première saison a été diffusée en décembre 2017.
- La deuxième saison a été diffusée en novembre 2018[3],[4].
- La troisième saison a été diffusée en novembre 2019[5].
- La quatrième saison a été diffusée en novembre 2020 et remportée par Catherine Tessi[6].
- La cinquième saison a été diffusée en novembre 2021 et remportée par Tchakap Gbafio[7].